# محوك (ألقورات)
محوك (بالفارسية: ماهوک) هي مستوطنة تقع في إيران في قسم ألقورات الريفي. يقدر عدد سكانها بـ 51 نسمة .